# Briantes
Briantes – miejscowość i gmina we Francji, w Regionie Centralnym, w departamencie Indre.
Według danych na rok 1990 gminę zamieszkiwało 526 osób, a gęstość zaludnienia wynosiła 23 osoby/km² (wśród 1842 gmin Regionu Centralnego Briantes plasuje się na 663. miejscu pod względem liczby ludności, natomiast pod względem powierzchni na miejscu 562.).